# Pôle oral
Le pôle oral est, chez les coraux, le nom donné à la zone buccale. À son opposé, on trouve le pôle aboral.